# Peter Lorson
Peter Lorson (* 19. Oktober 1897 in Differten; † 6. Mai 1954 in Saarbrücken) war römisch-katholischer; deutsch-französischer Theologe, Jesuit, Schriftsteller und ein früher Befürworter der europäischen Einigung.

## Leben
Lorson, Sohn eines Bergmanns, trat 1915 in Belgien in den Jesuitenorden ein. Sein Noviziat führte ihn ins westbelgische Antoing. Dennoch wurde er zum deutschen Militärdienst eingezogen, desertierte jedoch 1918 aus Gewissensgründen. Er nahm die französische Staatsbürgerschaft an und studierte Literaturwissenschaft. Er lehrte in Frankreich und Belgien Rhetorik. Seit 1933 war er am Straßburger Münster als Domprediger tätig.
Seine erste größere Veröffentlichung war 1936 Voyage en Chrétienté, für die er einen Preis der Académie Française erhielt. Es folgten etliche weitere Werke zu theologischen, kirchengeschichtlichen und politischen Themen. 1939 setzte er sich in Le Chrétien devant le racisme kritisch mit dem Nationalsozialismus auseinander.
Während der deutschen Besetzung Frankreichs floh er in die „freie Zone“ an der französischen Mittelmeerküste. Nach Ende des Krieges kehrte er nach Straßburg zurück. Lorson setzte sich aktiv für die europäische Einigung ein.
Nach Lorsons Vorstellungen sollte im Saarland, als einem eigenen Staat, die europäische Idee einen Kristallisationskern finden. Peter Lorsons früher Tod in Saarbrücken am 6. Mai 1954 ersparte ihm, das Scheitern seiner Erwartungen erleben zu müssen, denn bei der Volksabstimmung vom 23. Oktober 1955 lehnte die Mehrheit der stimmberechtigten Saarländer das
Abkommen zur Europäisierung des Saarlandes im Rahmen der Westeuropäischen Union ab.
Peter Lorson wurde im Familiengrab in Differten beerdigt.

## Werke (Auswahl)
- Voyages en chrétienté, Première série: Angleterre, Pologne, Suisse, Allemagne, Colmar, Paris 1936.
- Le Chrétien devant le racisme, Colmar, Paris 1939. (unter dem Pseudonym Lucien Valdor)
- La Révolution des cœurs, renouveau avec Notre-Dame, Colmar, Paris, 1942; nouvelle édition, adaptée aux circonstances 1946.
- La Symphonie pacifique: la paix individuelle, nationale, internationale, Strasbourg, Paris 1948.
- Un chrétien peut-il être objecteur de conscience, Paris 1950. (In deutscher Sprache: Wehrpflicht und christliches Gewissen, Übersetzung: Kaspar Mayr, Frankfurt am Main 1952).
- De la vieille à la nouvelle Europe, Préface du Président Robert Schuman, Paris 1953. (Unter dem Pseudonym René Baltus)